# Parrella
Parrella – rodzaj morskich ryb z rodziny babkowatych.

## Występowanie
Wschodnie obszary Pacyfiku (od Zatoki Kalifornijskiej do Zatoki Panamskiej), zachodni Atlantyk (Isla de la Juventud, Portoryko).

## Klasyfikacja
Gatunki zaliczane do tego rodzaju:
- Parrella fusca
- Parrella ginsburgi
- Parrella lucretiae
- Parrella macropteryx
- Parrella maxillaris